# 加利西亚 (东欧)

加利西亚及洛多梅利亚王国（奥属波兰）国旗

位置

加利西亚（羅馬化：Halychyna）是中欧历史上的一个地区，波兰人原稱之為「羅斯的領地」（英语：Rus' Palatinate），其名称来自中世纪欧洲城市加利奇，最先于1206年的匈牙利史书中以“Galiciæ”的形式出现。該地區現代分屬於烏克蘭西部和波兰東南部:411，整片地域包含了歷史上的紅魯塞尼亞（原以利沃夫為其管治中心）和小波蘭（原以克拉科夫為其管治中心）。
其東部地區曾由中世紀羅斯公國加利西亚-沃里尼亚主掌，得益於食鹽及經過該地的重要貿易路線而壯大起來。在蒙古征服基輔羅斯後，1253年時加利西亚的丹尼尔被加冕為羅斯君王（拉丁語：Rex Rusiae），即鲁塞尼亚国王。而在入侵發生後，公國首府也遷移至利沃夫，延續為加利西亞的政治性中心長達700年。1340年代之後的加利西亞則被置於在皮亞斯特、安茹和雅蓋隆君主們的管轄權威之下，加利西亞在被併入匈牙利和波蘭王國的時期裡，是在文化、族羣和地域社會結構等方面有極大轉變。1352年，該地當局正式被波兰王国撤銷公國地位，改為鲁塞尼亚省：不過加利西亞在被合併之後，賴於其在經濟貿易等方面所佔歷史地位，還保持著在羅斯地區內最為繁盛發達的狀態。1569年盧布林聯合時波蘭將布拉茨拉夫、基輔和沃倫地區也併入了加利西亞。 
1772年第一次瓜分波兰後，加利西亞一帶劃歸哈布斯堡家族的王冠領地，改立加利西亚和洛多梅里亚王国（奥属波兰）。哈布斯堡王朝時代有延續自東向移民以來所帶來的德意志文化和語言影響，瑪利亞·泰瑞莎和約瑟夫二世等君主在位時，維也納當局對於加利西亞和布科維納等新取得的領土地區推行了重新移民政策，為促使當地人口重新增長、吸引見識多廣的農場主和具多樣專業技能的手工藝者以重振經濟，對內外持有開明態度而實行起寬鬆統治，令19世紀以後在當地聚居的各族羣相對享有起較高的政治自由、呈現為帝國內具多元文化姿態的「奧地利加利西亞」——當19世紀後期烏克蘭民族主義與社會主義持續發展的時候，奧地利加利西亞也因此成為近現代烏克蘭民族主義的運動中心。

## 历史

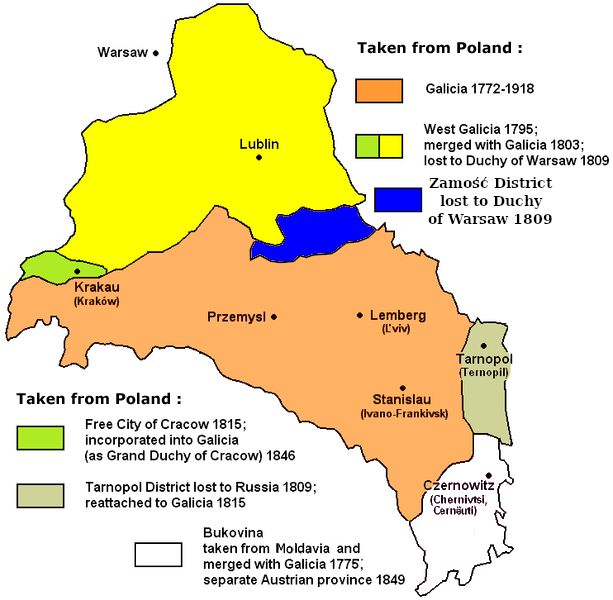
加利西亚地区疆域的变迁，1772－1918

12世纪，留里克王朝下属的加利奇公國于加利西亚境内建立。12世纪末，原本各自独立的两个公国加利奇和沃里尼亚合并为加利西亞－沃里尼亞王國。基辅大公罗曼·姆斯季斯拉维奇的后裔统治沃里尼亚，智者雅罗斯拉夫的子孙之一，加利奇公爵雅罗斯拉夫·奥斯莫梅斯尔的后裔则世袭着加利奇公国的治权（两方皆为留里克家族成员）。在最后一任加利奇大公雅罗斯拉夫二世·弗谢沃洛多维奇逝世后，罗曼·姆斯季斯拉维奇将加利奇公国收入囊中，其子孙通常将联合之后的公国称为加利奇。1204年，罗曼攻占了基辅。1205年，在与波兰的莱谢克一世及馬佐夫舍的康拉德一世的扎维霍斯特战役中，罗曼·姆斯季斯拉维奇阵亡。罗曼死后，波兰和匈牙利开始争夺加利西亚。匈牙利国王安德烈二世宣称自己也是加利西亚和洛多梅利亚国王，这一称号后来为哈布斯堡家族所沿袭。1214年，波匈二国互相妥协，由安德烈的儿子科洛曼继承加利西亚-沃里尼亚。

### 波蘭主治時期
1352年加利西亞-沃里尼亞被撤銷公國地位，進而正式被併入波蘭管治體系之下。
該時期所經歷，緊張的文化與社會轉變和交互影響， 在加利西亞是於多方面可見的：
- 德意志人和猶太人移民到來，加速了城鎮化發展；
- 羅馬天主教會的體制是建立起來；
- 弗拉赫人定居點，是於喀爾巴阡低脈建立起來；
- 波蘭貴族政治與貴族進入該地。

在如此轉變的新文化與社會環境下，原住的東正教烏克蘭人口是要再被動地做出新的文化選擇和再尋找共處的新模式，如此是包含了改變他們原本的信仰習慣和自我身份認同。於相關現代史學研究上，較多堅持認定此段時期複雜的轉變過程，是一種單向的同化活動，在許多研究個案上將之視作一種波蘭化而通常被描述成一種對單一國族身份的接收。
1569年，波兰和立陶宛成立波兰立陶宛联邦，领土包括了加利西亚。波兰持续统治加利西亚直至1772年被瓜分为止。

### 奥地利帝國统治时期
第一次瓜分波兰中，奥地利帝國获得了原波兰立陶宛联邦的南部，即加利西亚。玛丽亚·特蕾西亚治下的奥地利设置了新的加利西亚和洛多梅里亚王国，这时的加利西亚的疆域已经与中世纪时加利奇公国的疆域有所差别:1。加利西亚作为奥地利最北部的省份持续存在至1918年帝国崩溃为止。1775年，加利西亚议会（Landtag）成立，奥地利向本地的城督、长官、族长们提供了税收上的优惠，以换取他们对维也纳的忠诚，然而这仅限於波兰裔贵族之间，鲁塞尼亚人（乌克兰人）农民则遭到了无视。

### 两次世界大战时期
第一次世界大战期间，加利西亚是俄罗斯帝國与同盟国之间激战之地。1914年，俄军在前线击败奥匈军队后踏足了加利西亚大部分地区。1915年，德、奥联军又联手将俄军驱逐出境。1918年，西加利西亚成为了兼并了兰克共和国后新复国的波兰第二共和国的一部分。东加利西亚乌克兰人则短暂地建立过西烏克蘭人民共和國。波苏战争期间，苏联曾于东加利西亚建立过名为加利西亚苏维埃社会主义共和国的政权。

## 族群分佈
- 山区居民：日維茨地区的高地波兰人、巴比亞山高地波兰人、拉布卡-茲德魯伊地区的高地波兰人、波德哈勒地区高地波兰人以及新塔爾格地区的高地波兰人、皮耶尼內山脈高地波兰人、斯皮什地区高地波兰人、博伊科人、胡楚爾人。

- 谷地居民：克拉科夫波兰人、马苏里人、林中德意志人等。

加利西亚是原奥匈帝国境内民族成分最为多样的地区。该地区的居民主要由波兰人、鲁塞尼亚人、乌克兰人、卢森尼亚人以及犹太人、德意志人、亚美尼亚人、捷克人、斯洛伐克人、马扎尔人和罗姆人组成。據統計1910年的加利西亞定居人口，有45.4%为波兰人，42.9%为乌克兰人，10.9%～12%为犹太人，0.8%为德意志人。波兰裔大部分生活在西部，而乌克兰人则生活在东部。
语言方面，1910年的统计数据显示波兰语为加利西亚的最主要语言。58.6%的加利西亚人以波兰语为母语，40.2%的居民以乌克兰语为母语。不过，由于奥匈禁止犹太人声称意第绪语为母语，波兰语的百分比可能是受此影响而膨胀后的产物。

## 经济
自加利西亚归属奥地利帝国后，传统上该地区与波兰的贸易路线横遭切断。这导致了加利西亚地区各市镇的经济停滞和倒退。伦贝格（利沃夫）也丧失了其重要贸易中心的地位。在经过一阵短期的投资后，奥地利统治者开始对该地区进行经济层面的剥削，以及通过征兵的方式利用了该地区的人力资源。奥地利决定将加利西亚打造成一个能为其他省份提供粮食和原材料的大粮仓，因此，政府没有对该地区的工业发展予以支持。哈布斯堡统治者向加利西亚增加了新的税收，他们赶走了投资者并且无视了市镇的发展。
奥地利的统治在加利西亚造成了严重的贫困问题。加利西亚是整个奥匈帝国最为贫困的省份。波兰亞捷隆大學教授，历史学家诺曼·戴维斯认为该地区是当时全欧洲最为贫困的地区。

## 人物
- 扬·马泰伊科：画家。
- 卡尔·门格尔：奥地利经济学家。
- 扬·卢卡西维茨：逻辑学家，逻辑符号波兰表示法创始人。
- 布罗尼斯拉夫·马林诺夫斯基：著名人类学家。
- 罗曼·英伽登：哲学家
- 阿格諾爾·羅穆亞爾德·格烏喬夫斯基（英语：Agenor Romuald Gołuchowski）：奥地利帝国政治家。

## 主要城市和居民点
- 贝尔兹
- 博赫尼亞
- 布罗德
- 杜克拉
- 加利奇
- 胡什滕
- 科洛梅亞
- 克拉科夫
- 莱斯科
- 利沃夫
- 梅希萊尼采
- 新松奇
- 奥斯威辛
- 普热梅希尔
- 热舒夫
- 桑比爾
- 萨诺克
- 伊万诺-弗兰科夫斯克
- 捷尔诺波尔
- 塔爾努夫
- 盧布林地區托馬舒夫
- 扎列希基
- 扎莫希奇
- 扎托尔
- 德罗霍贝奇
- 佐洛奇夫
- 雅罗斯瓦夫